# 祝姓
祝姓是中国人的一个姓氏，在《百家姓》中排名第126位。

## 姓氏起源
祝（Zhù）姓源出有四：
- 出自姬姓，为黄帝之裔。据《元和姓纂》、《新唐书·宰相世系表》等所载，黄帝之后，周武王封其于祝（故城在今山东省长清东北祝阿故城），后来就有了祝国，子孙以地为氏。
- 出自己姓，祝融之后。据《元和姓纂》所载，祝融之后有以官职命姓者。远古时候有位火神祝融，亦是一位氏族首领。
- 以官职为姓。据《姓谱》、《路史》所载，古有巫史祝祀之官，其子孙以官为氏。又远古时，巫师有很高的社会地位，官职很高，称为巫史，或者称为祝史。远古时以官职为姓的习惯，祝史的后代，往往继承官职，并世代姓祝。
- 出自他族改姓。据《通志·氏族略》所载，北魏叱卢（吐缶）氏之后有祝姓；清朝满洲八旗姓爱新觉罗、喜塔喇氏等之后均有改姓祝者；傈僳族以竹为图腾的麻打息氏族汉姓为祝；今满族、瑶族、彝族、土族、蒙古族等民族均有此姓。

得姓始祖：轩辕。传说中中原各族的共同祖先，即黄帝。姓公孙，名轩辕，有熊国君少典氏之子，又称有熊氏，因长居姬水，改姓姬。初为轩辕氏部落首领，在坂泉（在河北涿鹿东南）一战，打败炎帝，遂合二为一。经并肩协力，在涿鹿（今河北涿鹿南）之野击败九黎，擒杀蚩尤，被推为炎黄部落联盟首领。因其子孙在周武王时封于祝，遂产生祝姓，又因祝融之后有祝姓，而祝融亦为黄帝后裔，故祝姓尊黄帝为祝姓始祖。

## 迁徙分布
祝姓发源于今山东长清，西周、东周两代祝姓除繁衍于其发源地外，因仕宦等原因，逐渐进入今陕西、河南等省。周有大夫祝跪，因叛乱未果而逃奔温邑（今河南温县）。
春秋时，郑有大臣祝聃、祝款，卫有大臣祝佗。表明郑（今河南新郑）、卫（河北南部至河南北部间地）两地已有祝姓人。
西汉时有齐（今山东）人祝午，汉中南郑（今属陕西）人祝龟，九江（今属江西）人祝生。表明此际已有祝姓人徙居江南。东汉时祝姓名人侍御史祝王晋，九真太守、长沙临湘人祝良，光禄大夫、中山卢奴（今河北定州）人祝恬。这些史实说明，此际之祝姓已成为北方名门著姓之一，并且已有祝姓落籍湖南。
魏晋南北朝时期，河南、太原两地之祝姓繁衍昌盛，人丁兴旺。故后世祝姓有以河南、太原为其郡望堂号的。当然，此际的社会动荡，亦造成大量祝姓徙奔今安徽、江苏、浙江、江西等地。此际出了位妇孺皆知的祝英台，她是今浙江上虞人。
唐朝中期以后，特别是安史之乱和黄巢之乱之后，造成今中原一带十室九空，祝姓由河南避居湖北，或由陕西越秦岭进入四川。在此际，雍州始平（今陕西兴平）人祝钦明入朝为相。是祝姓历史上唯一一位宰相。
宋朝时期，祝姓在北方趋于沉寂，而南方之祝姓却日炽日昌起来。其中祝谘丘由单州城武（今山东成武）徙居滑州韦城（今河南长垣），祝穆由歙州（今安徽歙县）徙居建宁崇安（今属福建），祝象器由江陵（今属湖北）迁居歙州。
此际之祝姓除已落籍福建外，明中叶以后，有沿海之祝姓赴臺灣谋生。
明初，已有定居今广东者。山西祝姓作为明朝洪洞大槐树迁民姓氏之一，被分迁于秦、魯、湖廣等地。清初，两湖之祝姓伴随湖广填四川的风潮入迁四川。如今，祝姓在全国分布较广，尤以皖、蜀等省多此姓，两省之祝姓约占全国汉族祝姓人口的百分之四十三。祝姓是当今中国姓氏排行第一百四十一位的姓氏，人口较多，约占全国汉族人口的百分之零点零八七。

## 延伸阅读
[在维基数据编辑]
 《百家姓》
 《欽定古今圖書集成·明倫彙編·氏族典·祝姓部》，出自陈梦雷《古今圖書集成》